# Tarzan and the Perils of Charity Jones
Tarzan and the Perils of Charity Jones é um filme norte-americano de 1971, do gênero aventura, dirigido por Alex Nicol e estrelado por Ron Ely e Manuel Padilla Jr..
Entre 1966 e 1968, a NBC exibiu as duas temporadas da série de TV Tarzan, criada por Sy Weintraub e produzida por Steve Shagan, entre outros.
Tarzan and the Perils of Charity Jones, tal como exibido nos cinemas, é a fusão das duas partes do episódio da primeira temporada The Perils of Charity Jones. Essas duas partes foram levadas ao ar pela NBC em 10 de março e 17 de março de 1967, respectivamente.
No elenco, Woody Strode repete o papel de Marshak, que interpretara em Tarzan's Deadly Silence.

## Sinopse
Jai, o menino órfão adotado pelo Homem-Macaco, ajuda a missionária Charity Jones a levar um órgão a uma tribo amiga, porém eles são capturados por nativos hostis. O rei das selvas consegue resgatá-los, mas os três são perseguidos por outra tribo, que deseja as armas que Jai havia escondido.

## Elenco
| Ator/Atriz         | Personagem       |
| ------------------ | ---------------- |
| Ron Ely            | Tarzan           |
| Manuel Padilla Jr. | Jai              |
| Julie Harris       | Charity Jones    |
| Edward Binns       | Pedro            |
| Frank Biro         | Capitão          |
| Bernie Hamilton    | Shambu           |
| Michael Pate       | Griggs           |
| Abraham Sofaer     | Governador       |
| Woody Strode       | Sargento Marshak |